# Килтормер
Килтормер (англ. Kiltormer; ирл. Cill Tormóir, Килль-Торморь) — деревня в Ирландии, находится в графстве Голуэй (провинция Коннахт).